# دمتریوس پتروکوکینوس
دمتریوس پتروکوکینوس (یونانی: Δημήτριος Πετροκόκκινος؛ ۱۷ آوریل ۱۸۷۸ – ۱۰ فوریه ۱۹۴۲) یک تنیس‌باز اهل یونان بود.
از افتخارات وی میتوان به کسب مدال نقره تنیس دونفره در بازی‌های المپیک تابستانی ۱۸۹۶ اشاره کرد.